# Primárias brancas
As primárias brancas foram eleições primárias realizadas no sul dos Estados Unidos, nas quais apenas os eleitores brancos podiam participar. As primárias brancas estaduais foram estabelecidas pelas unidades estaduais do Partido Democrata ou pelas legislaturas estaduais na Carolina do Sul (1896), Flórida (1902), Mississippi e Alabama (também 1902), Texas (1905), Luisiana e Arkansas (1906), e Geórgia (1900). Como vencer as primárias democratas no Sul quase sempre significava vencer as eleições gerais, barrar os eleitores negros e de outras minorias significava que eles eram essencialmente privados de direitos. Os estados do sul também aprovaram leis e constituições com provisões para levantar barreiras ao registro de eleitores, completando a cassação de 1890 a 1908 em todos os estados da antiga Confederação.
A legislatura do Texas aprovou uma lei em 1923 que impedia os eleitores negros de participar de qualquer eleição primária do partido democrata. A Suprema Corte, em 1927, 1932 e 1935, ouviu três casos do Texas relacionados a primárias brancas. Nos casos de 1927 e 1932, a Suprema Corte decidiu a favor do demandante, dizendo que as leis estaduais que estabeleciam primárias brancas violavam a Décima Quarta Emenda. Mais tarde, em 1927, o Texas mudou sua lei em resposta, delegando autoridade aos partidos políticos para estabelecer suas próprias regras para as primárias. Em Grovey v. Townsend (1935), a Suprema Corte decidiu que essa prática era constitucional, pois era administrada pelo Partido Democrata, que era uma instituição privada, não um estado.
Em 1944, no caso Smith v. Allwright, a Suprema Corte decidiu por 8 a 1 contra o sistema primário branco do Texas. Nesse caso, o Tribunal decidiu que a lei estadual do Texas de 1923 era inconstitucional, porque permitia que o Partido Democrata estadual discriminasse racialmente. Após o caso, a maioria dos estados do sul encerrou suas primárias brancas seletivamente inclusivas. Eles mantiveram outras técnicas de privação de direitos, particularmente em termos de barreiras ao registro eleitoral, como impostos eleitorais e testes de alfabetização. Estes geralmente sobreviveram a desafios legais, pois se aplicavam a todos os eleitores em potencial, mas na prática eram administrados de maneira discriminatória por funcionários brancos. Embora a proporção de negros do sul registrados para votar tenha aumentado constantemente de menos de 3% em 1940 para 29% em 1960 e mais de 40% em 1964, os ganhos foram mínimos no Mississippi, Alabama, norte da Louisiana e partes do sul da Geórgia. A Lei dos direitos de voto de 1965 pretendia resolver isso.